# Mike Summerbee
Mike Summerbee (Preston, 1942. december 15. –) már angol labdarúgó, a Manchester City legendás játékosa.

## Sikerei, díjai
Egyéni
- Az év játékosa (Manchester City): 1972, 1973

Manchester City
- Másodosztály bajnok: 1965–66
- Első osztály bajnok: 1967–68
- FA-kupa győztes: 1969
- Ligakupa győztes: 1970
- KEK győztes: 1970
- Charity Shield győztes: 1968, 1972

## Fordítás
Ez a szócikk részben vagy egészben  a   Mike Summerbee című angol Wikipédia-szócikk fordításán alapul.  Az eredeti cikk szerkesztőit annak laptörténete sorolja fel. Ez a jelzés csupán a megfogalmazás eredetét és a szerzői jogokat jelzi, nem szolgál a cikkben szereplő információk forrásmegjelöléseként.